# Svjetski grad
Svjetski grad, svjetsko središte ili globalni grad pojmovi su kojima se naslovljuju gradovi od svjetskog (globalnog) društveno-gospodarskog značenja. U urbanoj geografiji označavaju postupno razvijanje i širenje gradova povećanjem broja njihovih gospodarskih, kulturnih i društvenih uloga na svjetskoj razini u procesu globalizacije.
Izvornim svjetskim gradovima stvaraju se tri grada; New York City, London i Hong Kong, no zbog globalizacije i razvoja brojnih drugih gradova postupno je sve veći broj gradova dobio naslov svjetskog grada pod različitim stupnjevima (alfa, beta ili gama svjetski grad). Rangiranje i stupnjevanje gradova odvija se prema smjernicama više različitih indeksa (Indeks svjetskih gradova, Index moći svjetskih gradova, Indeks gospodarske moći i dr.)
Pojam svjetskog grada značajno se razlikuje od pojma megagrada ili velegrada, čije je glavno obilježje velika površina i napučenost, ne i svjetski gospodarsko-kulturni značaj.
Indeks moći svjetskih gradova
1. London
2. New York City
3. Tokio (Tokyo)
4. Pariz
5. Singapur
6. Seoul (Seul)
7. Amsterdam
8. Berlin
9. Hong Kong
10. Sydney

## Vanjske poveznice
- UN HABITAT Službene stranice UN-ove organizacije za urbanizam (engl.)